# Erodium malacoides
Erodium malacoides o agulletes, bec de cigonya, curripeus, filamaria, gerani filamaria, rellotges, ulleres és una espècie de plantes herbàcies mediterrànies de la família de les Geraniaceae. És una planta anual o biennal.

## Llista de les varietats i subespècies
Segons Plantilla:Bioref (16 d'abril de 2019) (Atenció llista bruta que conté possiblement sinònims) :
- subespècie Erodium malacoides subsp. malacoides
- subespècie Erodium malacoides subsp. aragonense (Loscos) O. Bolòs & Vigo
- subespècie Erodium malacoides subsp. brevirostre (Maire & Sam.) Guitt
- subespècie Erodium malacoides subsp. floribundum (Batt.) Batt
- varietat Erodium malacoides var. floribundum Batt.
- varietat Erodium malacoides var. garamantum Maire
- varietat Erodium malacoides var. malacoides
- varietat Erodium malacoides var. ribifolium DC.